# Пряні рослини
Пряні рослини — рослини та їх частини (коріння, кореневища, цибулини, кора, квіти, плоди, насіння) свіжі, висушені або оброблені механічним способом, що використовуються як прянощі. Завдяки специфічному смаку та аромату їх використовують як харчові добавки для поліпшення смаку, а також їм часто приписують лікувальну дію.
- Основні пряні рослини:[1][2][3][4][5]

- Парасолькові фрукти:
  - аніс (лат. Pimpinella anisum) — аніс,
  - кмин (лат. Carum carvi) — кмин звича́йний, дикий аніс, польовий аніс, ганус,
  - коріандр (лат. Coriandrum sativum) — коляндра, кінзар,
  - кріп звичайний,
  - фенхель звичайний (лат. Foeniculum vulgare) — фенхель, копрій,
  - кріп запашний (лат. Anethum graveolens)
  - римський кмин (лат. Cuminum cyminum) — кмин, зіра,
  - ажгон (лат. Trachyspermum ammi) —  айован, індійський кмин, каром,
  - селера (лат. Apium graveolens) — селера пахуча, селера звичайна, плід селери.

- Інші фрукти:

- бадьян (Illicium verum) — бадьян,
- барбарис звичайний (Berberis vulgaris),
- брусниця (Vaccinium vitis-idaea),
- хміль звичайний (Humulus lupulus),
- цитрусові (Citrus sp.) — фрукти (exocarp), особливо лимони (C. limon) і апельсини (C. sinensis) — цедра лимона та апельсина,
- кизил (Cornus mas),
- гранат (Punica granatum) — гранат,
- ялівець звичайний (Juniperus communis) — шишка ягоди ялівцю,
- горобина (Sorbus aucuparia) — горобина,
- корінь прянощі (Pimenta dioica) — запашний перець,
- папая (Carica papaya) — папая,
- олива європейська (Olea europaea),
- паприка (Capsicum sp.) — в тому числі кайенский перець
- чорний перець (Piper nigrum),
- перець довгий (Piper longum),
- перець кубеба (Piper cubeba),
- помідор звичайний (Lycopersicon esculentum) — кетчуп,
- обліпиха (Hippophaë rhamnoides),
- дика троянда (Rosa canina),
- сумах дубильний (Rhus coriaria),
- ваніль плосколистна (Vanilla planifolia) — ваніль, стручки ванілі,
- лавр (Laurus nobilis) — плоди лавра,
- власне виноградна лоза (Vitis vinifera) — вино, родзинки .

- Насіння:

- чорний кмин (Nigella sativa) — чорний кмин, кмин чорний,
- біла гірчиця (Sinapis alba),
- гірчиця біла (Sinapis alba subsp. dissecta) — гірчиця,
- капуста чорна (Brassica nigra) — гірчиця чорна,
- капуста горожа (Brassica juncea) — червона гірчиця, бура гірчиця, китайська гірчиця,
- Малабарський кардамон (Elettaria cardamomum) — зелений кардамон,
- какао (Theobroma cacao) — какао ,
- арабська кава (Coffea arabica),
- загострені кола (Cola acuminata),
- фенугрек (Trigonella foenum-graecum) — пажитник,
- мак снотворний (Papaver somniferum),
- мигдалеве дерево (Amygdalus communis) — мигдаль, марципан
- гострий мускатний горіх (Myristica fragrans) — булава (macis, seed matrix) [ 5] [6], мускатний горіх ,
- рукола (Eruca vesicaria subsp. sativa) — рукола, гірчиця перська,
- Кунжут індійський (Sesamum indicum) — кунжут,
- овочеві соєві боби (Glycine max) — соєвий соус.чорний кмин (Nigella sativa) — чорний кмин, кмин чорний,

- Квіти:

- бузина (Sambucus nigra),
- пряна гвоздика (Syzygium aromaticum) — гвоздика,
- каперси шипиці, каперси колючки (Capparis spinosa) — каперси,
- Гібіскус шабдаріфа (Hibiscus sabdariffa),
- шафран культурний (Crocus sativus) — шафран.

- Кореневища і коріння:

- Альпінія лікарська (Alpinia officinarum) — калган,
- хрін (Armoracia rusticana),
- цикорій мандрівний (Cichorium intybus),
- дягель лікарський, дягель лікарський (Angelica archangelica),
- імбир (Zingiber officinale) — імбир,
- Kaempferia galanga,
- солодка гладка (Glycyrrhiza glabra) — солодка,
- куркума (Curcuma longa) — куркума, індійський шафран,
- пастернак (Pastinaca sativa) — пастернак,
- редька (Raphanus sativus var.sativus),
- аїр (Acorus calamus) — аїр,
- (Ferula assa-foetida) .

- Цибуля:

- цибуля звичайна (Allium cepa) — цибуля,
- часник шалот (Allium ascalonicum) — цибуля-шалот,
- часник(Allium fistulosum)
- часник шніт (Allium schoenoprasum) — шніт-цибуля,
- звичайний часник (Allium sativum) — часник,
- цибуля-порей (Allium ampeloprasum).

- Кора:

- Ceylon cinnamon (Cinnamomum verum) — цейлонська кориця, сейшельська кориця,
- запашна кориця, касія (Cinnamomum cassia) — китайська кориця,
- бірманська кориця (Cinnamomun burmanii) — паданська кориця, яванська кориця,
- Cinnamomum loureiroi — сайгонська кориця.

- Листя і трави:

- базилік звичайний (Ocimium basilicum) — базилік,
- Bergera koenigii — листя каррі,
- менш бідні (Pimpinella saxifraga),
- плющ курдибанек (Glechoma hederacea),
- полин драганек (Artemisia dracunculus) — естрагон,
- полин гіркий (Artemisia absynthium) — полин,
- полин Боже дерево (Artemisia abrotanum),
- полин звичайний (Artemisia vulgaria),
- чабер садовий (Satureia hortensis) — чабер,
- гірський чабер (Satureja montana) — італійський чабер, зимовий чабер, чубриця ,
- ісопу (Hyssopus officinalis) — ісопу,
- садовий кріп (Anethum graveolens) — фенхель, кріп,
- малий кровотік (Sanguisorba minor),
- лаванда вузьколиста (Lavandula angustifolia) — лаванда,
- майоран майоран, майоран садовий (Origanum majorana) — майоран,
- Критська лебіодка (Origanum onites) — іспанський хміль, дикий майоран,
- майоран звичайний (Origanum vulgare) — материнка (особливо O. vulgare subsp. viridulum), майоран дикий,
- Lippia graveolens — орегано мексиканський,
- любисток (Levisticum officinale) — любисток, маггі ,
- чебрець чебрець (Thymus vulgaris) — чебрець,
- Thymus zygis — іспанський чебрець,
- Thymus saturejoides — чебрець сатурійський,
- Thymus mastichina — чебрець мастикс,
- анісова морква (Myrrhis odorata),
- Меліса лікарська (Melissa officinalis),
- зелена м'ята (Mentha spicata),
- м'ята перцева (Mentha piperita),
- мирт звичайний (Myrtus communis),
- бораго лікарський (Borago officinalis),
- лимонник (Cymbopogon citratus) — лимонник,
- петрушка (Petroselinum crispum) — петрушка,
- червоний перець (Lepidium sativum) — крес-салат,
- кропива дводомна (Urtica dioica),
- портулак звичайний (Portulaca oleracea),
- запашні обійми (Galium odoratum),
- баранячий салат (Valerianella locusta),
- розмарин (Rosmarinus officinalis) — розмарин,
- крес — салат (Nasturtium officinale),
- рута звичайна (Ruta graveolens),
- селера звичайна (Apium graveolens) — селера,
- шавлія лікарська (Salvia officinalis),
- шавлія мускатна (Salvia sclarea),
- щавель звичайний (Rumex acetosa)
- кервель садовий (Anthriscus cerefolium) — кервель,
- лавр (Laurus nobilis) — лавровий лист, лавровий лист,
- пижмо бальзамічне (Tanacetum balsamita),
- пижмо звичайне (Tanacetum vulgare).

## Джерело
- Український радянський енциклопедичний словник : [у 3 т.] / гол. ред. Бабичев Ф. С. — 2-ге вид. — К. : Голов. ред. УРЕ АН УРСР, 1987. — Т. 2 : Каліграфія — Португальці. — 736 с. (С.?)
- Вольфґанґ Шивельбуш. Смаки раю: Соціяльна історія прянощів, збудників і дурманів / Пер. з нім. Ю.Прохаська. — К.: «Критика», 2007. — 256 с.